# Roumazières-Loubert
Roumazières-Loubert korábbi község Franciaországban, Charente megyében. Lakosainak száma 2490 fő (2018. január 1.). Roumazières-Loubert Ambernac, Genouillac, Manot, Nieuil, La Péruse, Saint-Claud, Saint-Laurent-de-Céris és Suris községekkel határos.
2019. január 1-jén négy másik korábbi községgel egyesült és az így létrejött Terres-de-Haute-Charente új község része lett.

## Népesség
A település népessége az elmúlt években az alábbi módon változott:
| Lakosok száma | 2516 | 2494 | 2540 | 2489 | 2490 |
|               | 2013 | 2015 | 2016 | 2017 | 2018 |

## Híres szülöttei
- Bernard Blaquart labdarúgó, edző